# Dęba (województwo lubelskie)
Dęba – wieś w Polsce położona w województwie lubelskim, w powiecie puławskim, w gminie Kurów.
W latach 1954–1959 wieś należała i była siedzibą władz gromady Dęba, po jej zniesieniu w gromadzie Kurów. W latach 1975–1998 miejscowość administracyjnie należała do ówczesnego województwa lubelskiego.
Wieś stanowi sołectwo gminy Kurów. Według Narodowego Spisu Powszechnego z roku 2011 wieś liczyła 229 mieszkańców.
Wieś jest siedzibą rzymskokatolickiej parafii Najświętszej Maryi Panny Matki Kościoła w Dębie.
| SIMC    | Nazwa      | Rodzaj             |
| ------- | ---------- | ------------------ |
| 0384390 | Paluchów   | część miejscowości |
| 0384408 | Pępów      | część miejscowości |
| 0384414 | Węgielnica | część miejscowości |

Nieformalną częścią wsi jest  Mała Dęba
Urodzeni w Dębie
- Bolesław Chabros (1919 – data śmierci nieznana) – żołnierz Batalionów Chłopskich
- Jan Kęsik (1918–1943) – żołnierz Batalionów Chłopskich
- Edward Dzięgiel (1925) – żołnierz Batalionów Chłopskich, polityk